# 水郷大橋

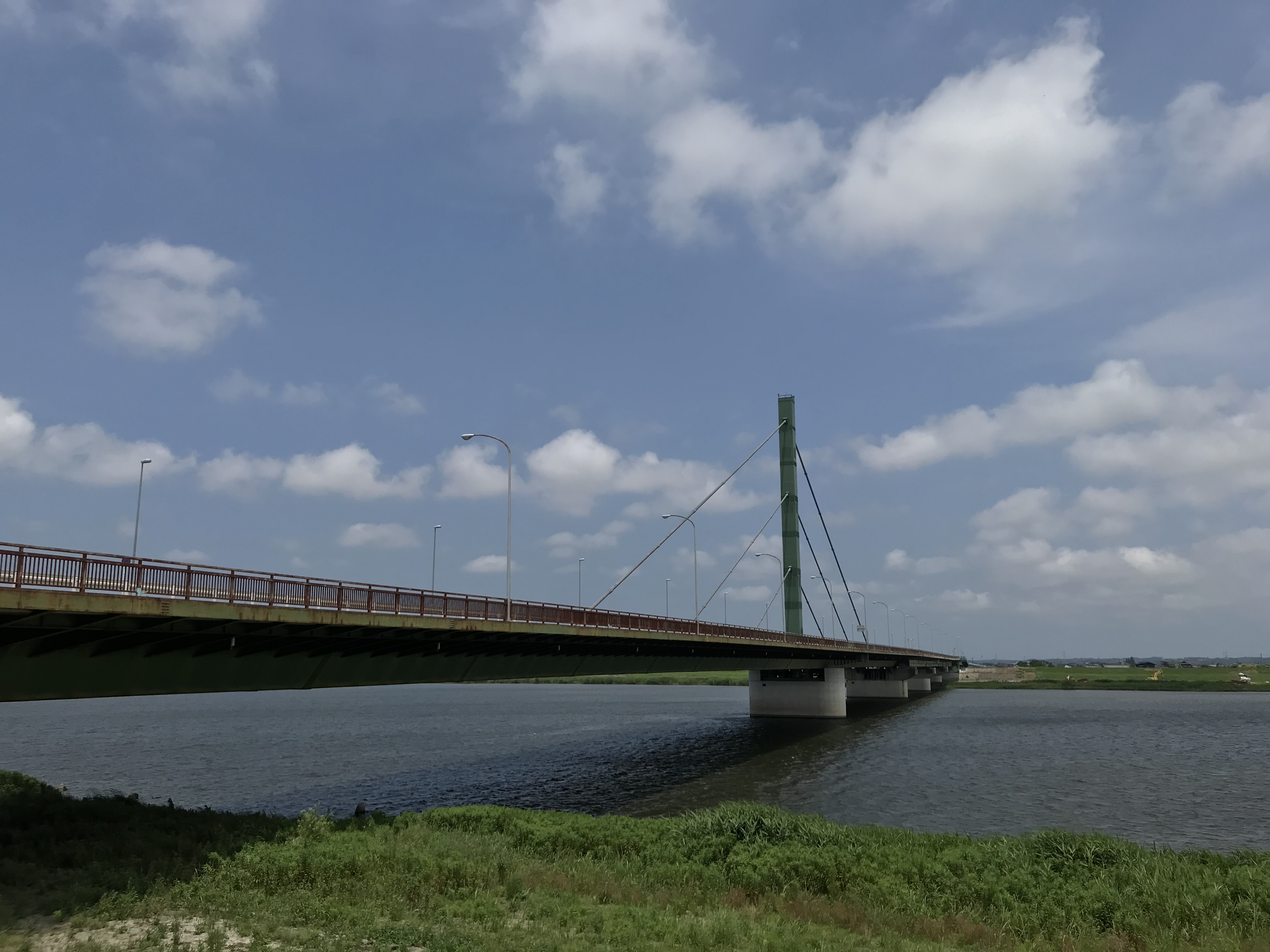
水郷大橋（2020年6月、千葉県側から）

水郷大橋（すいごうおおはし）は、利根川に架かる国道51号、および国道125号（重複）、および国道355号（重複）の道路橋である。千葉県香取市と茨城県稲敷市を結ぶ。

## 概要
水郷大橋は、国土交通省関東地方整備局千葉国道事務所管理の橋梁である。橋長535.25メートル、幅員25.5メートル、最大支間長178.9メートルのハープ型斜張橋である。現在の橋は2代目。

## 歴史

### 初代

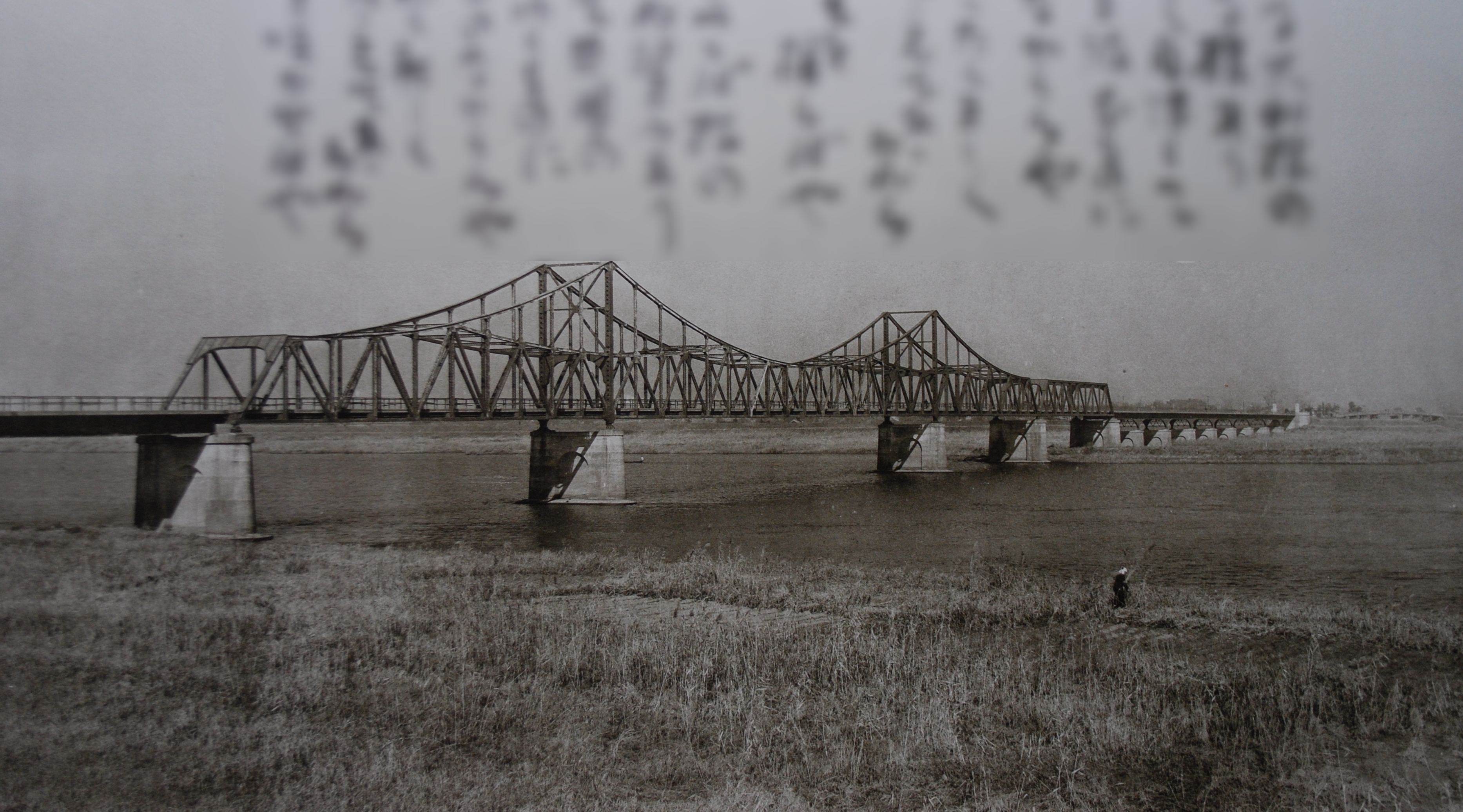
初代水郷大橋（1958年頃）

水郷大橋の架設運動は1924年（大正13年）頃から当時の千葉県佐原町の有志によって始まった。それまでは、佐原の小野川の河口とその対岸に町営の佐原渡船があり、また佐原から潮来、鹿島、鉾田、土浦、高浜などへは汽船により結ばれていた。建設に向けて佐原町の水郷利根保勝会が茨城県の町村に賛同依頼に行く活動など10年の歳月を経て1934年（昭和9年）2月に工事に着手、1936年（昭和11年）3月に完成。位置は現在の水郷大橋の下流300 m付近、県道佐原麻生線として千葉県の施工によるものであった。完成を記念し水郷利根保勝会が徳富蘇峰に碑文を依頼した石碑「水郷之美冠天下(水郷の美、天下に冠たり)」が建てられ（当時の建設省が横利根閘門付近を広げるために、現在は水郷佐原あやめパーク内に移動）、鹿島参宮鉄道（現在の関東鉄道）のバスが走り始めている。当時は利根川下流域唯一の橋として、千葉県と茨城県を結ぶ重要な橋であった。戦後二級国道123号、国道51号に指定。
初代の橋は2本の主塔を持つトラス橋として、橋と形の似た遠くに望む筑波山と共に地域住民に親しまれた。
橋梁概要
- 形式 吊絃付ゲルバー鋼構桁3径間・ゲルバー鋼板桁12径間
- 橋長 553.00 m
- 幅員 6.0 m
- 工事費 下部工161,000円（飛島組施工） 上部工256,000円（川崎車輌施工）他33,000円 計450,000円
- 負担割 国庫150,000円 千葉県150,000円 茨城県100,000円 佐原町50,000円

### 2代目

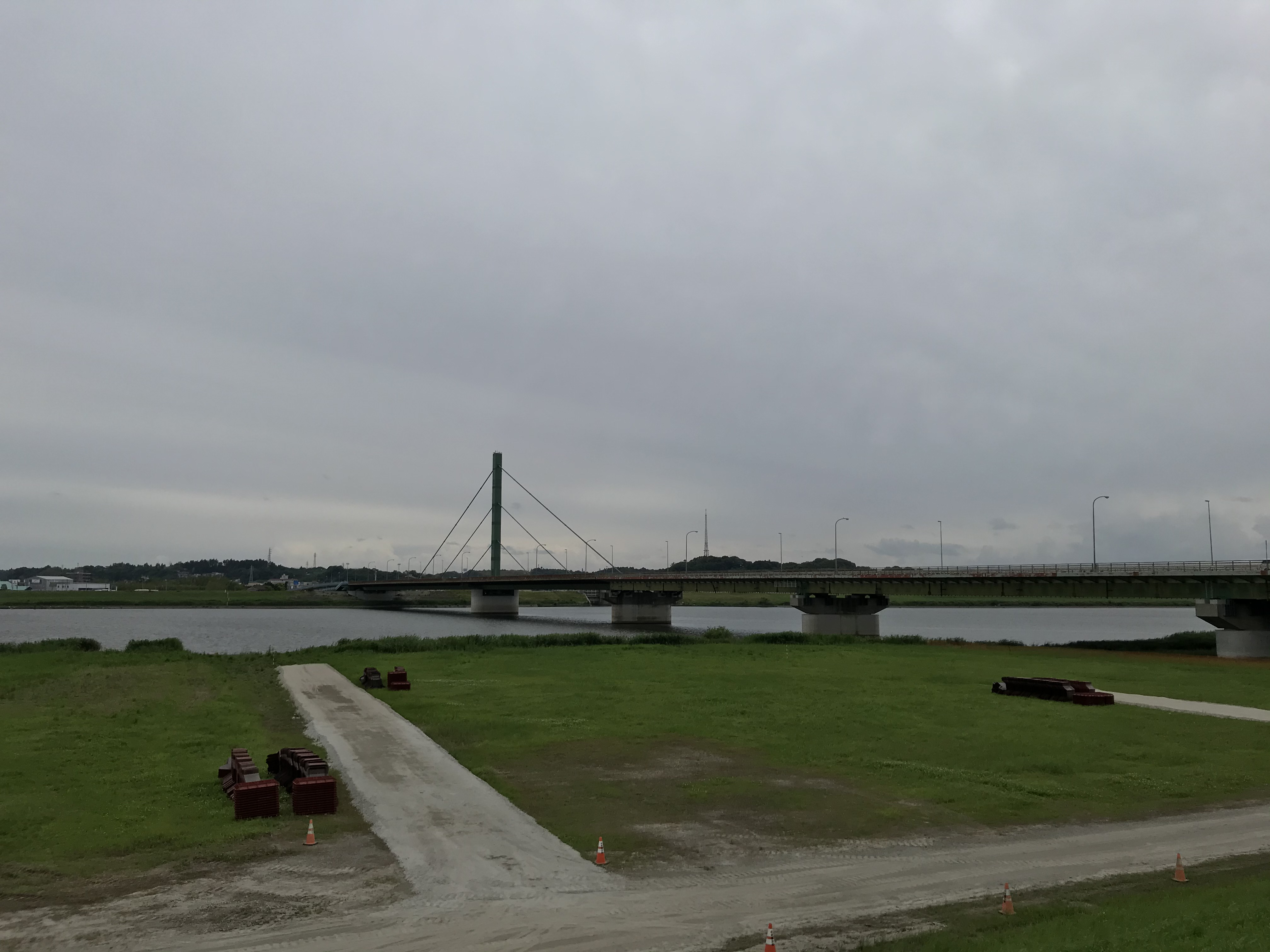
水郷大橋（2020年6月、茨城県側から）

初代の橋は幅員が狭く、交通量も増大しつつあったことから架け替えの機運が高まり、当時の建設省により1973年（昭和48年）10月に架け替え工事に着手、1977年（昭和52年）3月に現在の水郷大橋が開通した。当初は利根川上流側2車線の片側1車線での暫定開通であったが、交通量の増加に伴い4車線化された。1976年10月、新東京国際空港（現在の成田国際空港）のパイプライン輸送開始までの間行われた航空燃料鉄道輸送（暫定輸送）の受け入れに際し、4車線早期開通が地元から要求されている（→成田空港問題）。

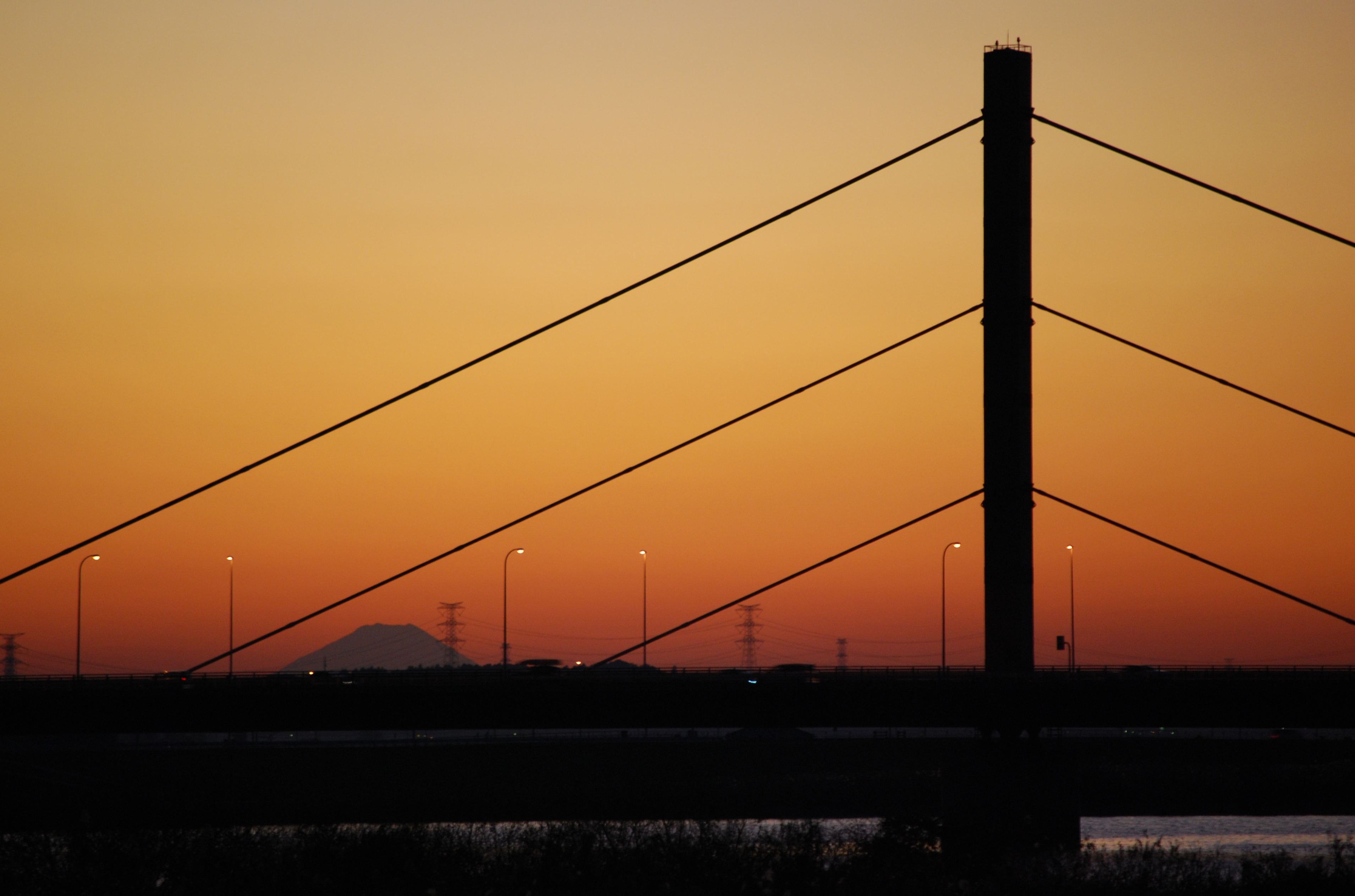
夕方の水郷大橋と富士山

形式の選定にあたっては、初代の水郷大橋が住民に親しまれてきたものであることから、形式に特徴のある斜張橋となったが、現在水郷のシンボル的存在として地域住民に親しまれている。
1977年度に橋梁の新設などですぐれた特色を持つものに贈られる土木学会田中賞に建設省の橋梁で初めて選定されている。
橋梁概要
- 形式 二径間連続鋼床版斜張橋・三径間連続鋼床版箱桁橋
- 橋長 535.25 m（利根川部分のみの長さ・前後の取り付けの橋を含めると1 km近く）
- 幅員 25.5 m（うち歩道2.5 m×2）
- 設計 新日本技研、横河橋梁製作所
- 施工 横河橋梁製作所

斜張橋の主塔が千葉県と茨城県の県境となっている。

## 隣の橋
- 利根川

（上流） - 新利根川橋（圏央道） - 神崎大橋 - 水郷大橋 - 利根川橋梁 - 利根川橋 - （下流）

## 参考資料
- 佐原市史（1966年）
- 佐原の歴史第2号（2002年）
- 水郷大橋記念碑（水郷大橋千葉県側たもとにあり）